# Thomas Deng
Thomas Deng (Nairobi, 20 de marzo de 1997) es un futbolista keniata, nacionalizado australiano, que juega en la demarcación de defensa para el Yokohama F. Marinos de la J1 League.

## Selección nacional
Tras jugar en la selección de fútbol sub-20 de Australia y la sub-23, finalmente hizo su debut con la selección absoluta el 15 de octubre de 2018 en un encuentro amistoso contra Kuwait que finalizó con un resultado de 0-4 a favor del combinado australiano tras los goles de Tom Rogić, Apostolos Giannou, Awer Mabil y un autogol de Khalid El Ebrahim. Además disputó los Juegos Olímpicos de Tokio 2020. En 2022 fue convocado por el seleccionador Graham Arnold para disputar la Copa Mundial de Fútbol de 2022 con la selección de fútbol de Australia.

## Clubes
| Club                       | País         | Año       | Partidos | Goles |
| -------------------------- | ------------ | --------- | -------- | ----- |
| Western Eagles FC          | Australia    | 2013      | 15       | 2     |
| Green Gully SC             | Australia    | 2014      | 13       | 0     |
| Melbourne Victory FC Youth | Australia    | 2015-2016 | 10       | 0     |
| Melbourne Victory F. C.    | Australia    | 2015-2016 | 15       | 0     |
| Jong PSV (cedido)          | Países Bajos | 2016-2017 | 5        | 0     |
| Melbourne Victory F. C.    | Escocia      | 2017-2020 | 71       | 2     |
| Urawa Red Diamonds         | Japón        | 2020-2021 | 25       | 1     |
| Albirex Niigata            | Japón        | 2022-2024 | 70       | 0     |
| Yokohama F. Marinos        | Japón        | 2025-     |          |       |